# El Plantadís
El Plantadís és un grup de cases que es troben al municipi de la Cellera de Ter, a la comarca catalana de la Selva.
Al cens de població de 1960 tenia 19 habitants, i constava de 6 cases disseminades.
La principal casa de pagès és Can Torre, una masia de dues plantes, coberta amb una teulada a dues aigües de vessants a laterals.